# Kickxia elatine
Kickxia elatine é uma espécie de planta com flor pertencente à família Scrophulariaceae. 
A autoridade científica da espécie é (L.) Dumort., tendo sido publicada em Florula belgica, opera majoris prodromus, auctore...35. 1827.

## Portugal
Trata-se de uma espécie presente no território português, nomeadamente os seguintes táxones infraespecíficos:
- Kickxia elatine subsp. elatine - presente em Portugal Continental, no Arquipélago dos Açores e no Arquipélago da Madeira. Em termos de naturalidade é nativa de Portugal Continental e do Arquipélago da Madeira e introduzida no Arquipélago dos Açores. Não se encontra protegida por legislação portuguesa ou da Comunidade Europeia.
- Kickxia elatine subsp. crinita - presente em Portugal Continental e no Arquipélago dos Açores. Em termos de naturalidade é nativa de Portugal Continental e introduzida no Arquipélago dos Açores. Não se encontra protegida por legislação portuguesa ou da Comunidade Europeia.